# پل فرهادآباد
پل فرهادآباد مربوط به دوره زند - دوره قاجار است و در شهرستان قروه، روستای فرهادآباد واقع شده و این اثر در تاریخ ۲۵ اسفند ۱۳۷۸ با شمارهٔ ثبت ۲۶۴۷ به‌عنوان یکی از آثار ملی ایران به ثبت رسیده است.